# Campylomormyrus mirus
Campylomormyrus mirus es una especie de pez elefante eléctrico en la familia Mormyridae presente en la cuenca del Río Congo. Es nativo de la República Democrática del Congo y puede alcanzar un tamaño aproximado de 470 mm.
Respecto al estado de conservación, se puede indicar que de acuerdo a la IUCN, esta especie puede catalogarse en la categoría «preocupación menor (LC)».